# Chýše

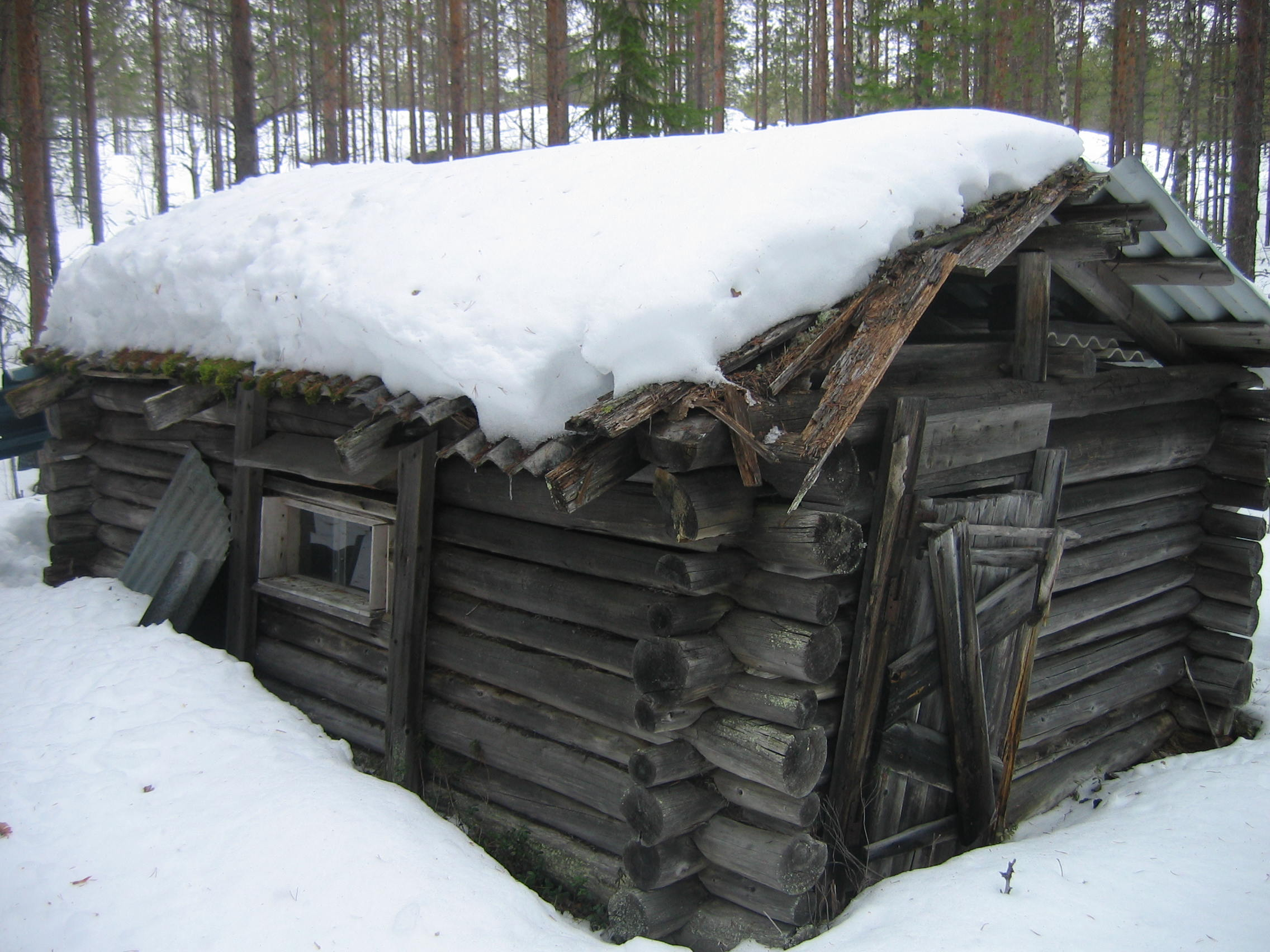
Stará lovecká chýše v Utajärvi ve Finsku

Chýše je drobná lidmi vytvořená budova, která slouží jako obydlí. Často je vystavěná ze surovin, které se nachází v přírodě kolem ní, jako například různé druhy dřeva, ale také kámen, sníh (led), hlína, bláto, listy, větve, jíl, nebo dokonce kůže či tráva. Tyto materiály jsou posléze zpracovány, typicky pomocí technik, které jsou předávány mezigeneračně.
Chýše jsou řazeny pod tzv. lidovou architekturu, a to zejména proto, že jsou stavěny ze snadno dostupných materiálů, které je možné nalézt v přírodě. Výstavba chýše je zpravidla jednodušší než výstavba domu, ale náročnější než výstavba přístřešku nebo stanu. Někdy je chýše využívána k trvalému pobytu (typicky u domorodých obyvatel), jindy jen k dočasnému pobytu, například u kočovníků. Některé chýše je dokonce možné přesouvat.
Slovem chýše či slovy bouda nebo koliba jsou v západním světě někdy označovány kůlny a jim podobné budovy.